# Praterie del Nenjiang
L'ecoregione delle praterie del Nenjiang (WWF ID: PA0903) copre le zone umide di pianura del corso inferiore del fiume Nen (Nenjiang), nel nord-est della Cina. La regione offre sostentamento e riparo alle popolazioni migratorie e nidificanti di una grande varietà di uccelli acquatici migratori, tra cui sei specie di gru.

## Territorio
La pianura del Nenjiang è circondata da basse montagne – il Piccolo Khingan a ovest, il Grande Khingan a nord e i Changbai lungo il confine coreano a sud. Il Nenjiang, proveniente da nord, trasporta con sé una grande quantità di sedimenti prima di confluire nel Songhua entro i confini dell'ecoregione. Poiché la pianura circostante è relativamente poco drenata, le praterie vengono periodicamente inondate.

## Clima
L'ecoregione del Nenjiang ha un clima continentale umido con estati calde e inverni secchi (Dwa secondo la classificazione dei climi di Köppen). Questo clima è caratterizzato da elevate escursioni termiche stagionali e da estati calde (almeno un mese con temperatura media superiore a 22 °C) e da inverni freddi con precipitazioni mensili inferiori a un decimo di quelle del mese estivo più piovoso. La regione riceve in media 400-450 mm di precipitazioni annue, concentrate nella stagione piovosa primaverile-estiva.

## Flora e fauna
L'ecoregione è caratterizzata da aree di foresta paludosa di conifere (larici della specie Larix gmelinii con un sottobosco di betulle) circondate da prati di erbe e carici. Tra i prati si trovano anche laghi d'acqua dolce o salmastra bordati di canneti.

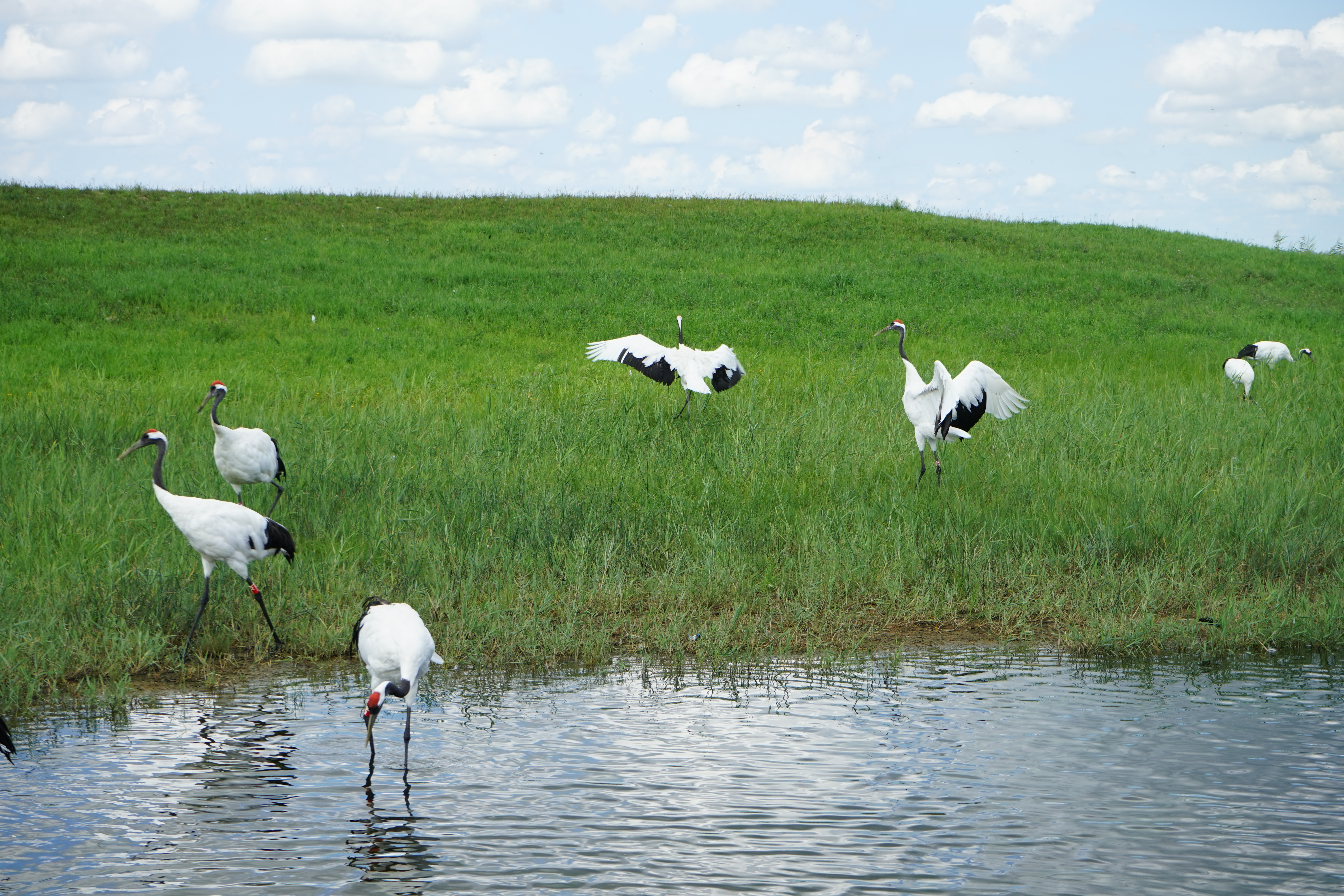
Gru della Manciuria a Zhalong (2017).

L'estesa rete di fiumi e laghi e le zone umide inondate stagionalmente danno rifugio a diverse specie di gru, comprese popolazioni nidificanti di gru della Manciuria (Grus japonensis), in pericolo di estinzione, gru dal collo bianco (Antigone vipio), vulnerabile, e gru bianca asiatica (Leucogeranus leucogeranus), in pericolo critico. Nell'ecoregione sverna una popolazione permanente di 350 gru della Manciuria. Le zone umide ospitano anche 42 specie di pesci e diverse specie di anfibi, tra cui la rana dell'Amur (Rana amurensis).

## Aree protette
Nell'ecoregione si trovano due importanti aree protette:
- la riserva naturale di Zhalong (210000 ha), una rete di paludi e stagni che ospita popolazioni migratorie e in cattività di gru minacciate di estinzione; è zona umida Ramsar di importanza internazionale;[5]
- la riserva naturale di Momoge (144000 ha), una zona umida in un'area di transizione tra prateria e deserto; anch'essa zona umida Ramsar di importanza internazionale.[6]